# Eilema foeminea
Eilema foeminea là một loài bướm đêm thuộc phân họ Arctiinae, họ Erebidae.